# La Escondida (Aguascalientes)
La Escondida es una localidad del estado mexicano de Aguascalientes. Es parte del municipio de San Francisco de los Romo.

## Demografía
| Gráfica de evolución demográfica |
|                                  |

| Censo | Población |
| ----- | --------- |
| 1900  | 165       |
| 1910  | 223       |
| 1921  | 183       |
| 1930  | 243       |
| 1940  | 231       |
| 1950  | 209       |
| 1960  | 221       |
| 1970  | 345       |
| 1980  | 536       |
| 1990  | 808       |
| 2000  | 1 042     |
| 2010  | 1 318     |
| 2020  | 1 663     |